# 希爾施貝格巴赫河
51°27′3.71″N 8°19′28.94″E / 51.4510306°N 8.3247056°E
希爾施貝格巴赫河（德語：Hirschberger Bach），是德國的河流，位於該國西部，處於北萊茵-威斯特法倫州，屬於紹倫巴赫河的右支流，河道全長9.5公里，流域面積11.1平方公里。